# Lautaro Parra
José Lautaro Parra Sandoval (Chillán, 16 de agosto de 1928-Jordbro, Provincia de Estocolmo, 2 de mayo de 2013) más conocido como Lautaro Parra, fue un folclorista chileno, miembro de la familia Parra.

## Biografía
Es el octavo de los nueve hijos de Nicanor Parra y de Clarisa Sandoval, y por tanto miembro de la reconocida Familia Parra, y hermano, entre otros, de Nicanor, Violeta, Lalo y Roberto Parra.
Vivió un tiempo en Argentina, donde tuvo a cinco de sus diez hijos. Formó Los Viejos Parra junto a Lalo y Óscar Parra. Además tocó en la Peña de los Parra, junto a Violeta, Ángel e Isabel.[cita requerida]
Tras el golpe de Estado en Chile de 1973 y posterior comienzo de la dictadura militar, Lautaro se exilió en Suecia, donde se casó con la periodista Birgitta Brorström y continuó su trabajo musical, muchas veces junto a su esposa. También se dedicó a la poesía y a la pintura.[cita requerida]
Los últimos años viajaba esporádicamente a Chile invitado por bandas como Nanihue; en 2012 recibió un premio por parte de Apes.
Criticó duramente la película que Andrés Wood hizo sobre su hermana, Violeta se fue a los cielos.[cita requerida]
Falleció en Estocolmo, a causa de un cáncer de pulmón.

## Obras

### Libros
- Jacinto Laguna: décimas. Penayo, 2003. ISBN 9789187230516
- La Pacha Mama: décimas campesinas ISBN 9789187230400

### Canciones
- Cuecas del Señor Corales - Los Viejos Parra
- El sueño - Carpa de La Reina
- El cargamento - Carpa de La Reina

### Canciones solistas
- El Caballo del Diablo (1972)